# Fredericksburg Gunners
Fredericksburg Gunners is een Amerikaanse voetbalclub uit Fredericksburg, Virginia. De club speelt in de USL Premier Development League, de Amerikaanse vierde klasse. Er is ook een damesafdeling, de Fredericksburg Lady Gunners.

## Geschiedenis
De club werd opgericht in 2006 en werd eerst getraind door Paul Williams, die voorheen verdediger was bij onder andere Coventry City en Southampton. De Roemeen Christian Neagu nam het al snel over van Williams en leidde de club naar een veelbelovend debuut. De club won zijn eerste twee wedstrijden en verpletterde zelfs de Northern Virginia Royals met 7-0. Op weg naar de US Open Cup werden ze in de laatste kwalificatieronde verslagen door Richmond Kickers Future.
In het eerste seizoen eindigde de club op een vijfde plaats en in 2008 op de tweede plaats. De Gunners kwalificeerde zich voor de play-offs, maar werden daar meteen uitgeschakeld.

## Seizoen per seizoen
| Jaar | Divisie | League  | Regulier Seizoen  | Playoffs            | Open Cup            |
| ---- | ------- | ------- | ----------------- | ------------------- | ------------------- |
| 2007 | 4       | USL PDL | 5de, Mid Atlantic | Niet gekwalificeerd | Niet gekwalificeerd |
| 2008 | 4       | USL PDL | 2de, Mid Atlantic | Niet gekwalificeerd | 1ste ronde          |
| 2009 | 4       | USL PDL | 6de, Mid Atlantic | Niet gekwalificeerd | Niet gekwalificeerd |